# MKS Legion Częstochowa
Międzyszkolny Klub Sportowy Legion Częstochowa – częstochowski klub sportowy działający od 1943 do 1949 roku.

## Historia
W 1943 roku grupa młodzieży z Gimnazjum Stowarzyszenia Kupców Polskich i uczniów tajnego nauczania utworzyła Klub Sportowy Goal, który rok później przekształcono w Międzyszkolny Klub Sportowy Legion Częstochowa. Jako że wśród członków i sympatyków klubu było wielu uczestników ruchu oporu, jego działalność była tępiona przez niemieckiego okupanta. Po wyzwoleniu klub otworzył obok piłki nożnej inne sekcje. W 1947 roku klub został mistrzem klasy B grupy Częstochowa (16 pkt., stosunek bramek 74:19). W 1949 roku nastąpiła fuzja MKS Legion Częstochowa z CKS Związkowiec w nowy klub Brygada Częstochowa.

Afisz meczu MKS Legion - SK Siła Trzyniec 04.08.1947 r.